# Puelche

Bandiera dei Gününa künä

Puelche (dal mapudungun pwelche, ovvero gente dell'Est) è un etnonimo attribuito dagli invasori mapuche ai popoli che vivevano a est della Cordigliera delle Ande. Tra i popoli indicati con tale nome, il principale è quello dei gününa küne (o guennakin), che abitava le regioni settentrionali della Patagonia, in Argentina, e specialmente l'attuale Provincia di Río Negro e le parti meridionali delle province di Buenos Aires e La Pampa. Tuttavia nel 1774 il gesuita inglese Thomas Falkner utilizzò il termine per identificare quelli che egli stesso definì het, ovvero un insieme di popoli che vivevano più a nord, nella macroregione della Pampa argentina.
Tanto i gününa küne quanto gli het furono decimati dalle epidemie alla fine del XVIII secolo, e i pochi superstiti vennero assimilati dai mapuche e dai tehuelche. Gli ultimi locutori di gününa iajëch, il linguaggio usato dai gününa küne, scomparvero intorno al 1960. Alcuni dei loro discendenti vivono dediti all'allevamento, nella provincia centro-settentrionale di Chubut. Negli anni '50 Rodolfo Casamiquela raccolse un vocabolario, insieme a canti e frasi in questa lingua, ottenuto da alcuni vecchi puelche, che è alla base dell'attuale conoscenza della loro lingua.

## Classificazione linguistica

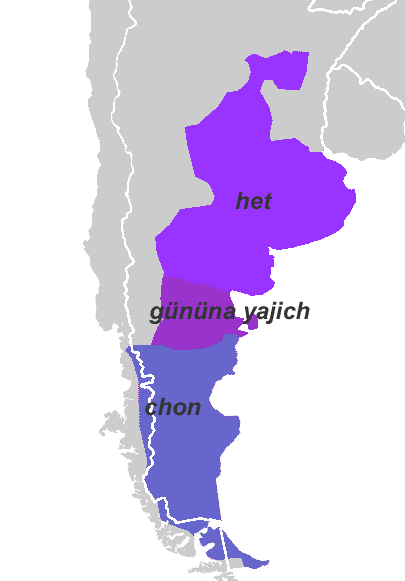
Distribuzione delle lingue chon

È stato proposto che le lingue puelche appartengano alla più ampia famiglia linguistica delle lingue chon.

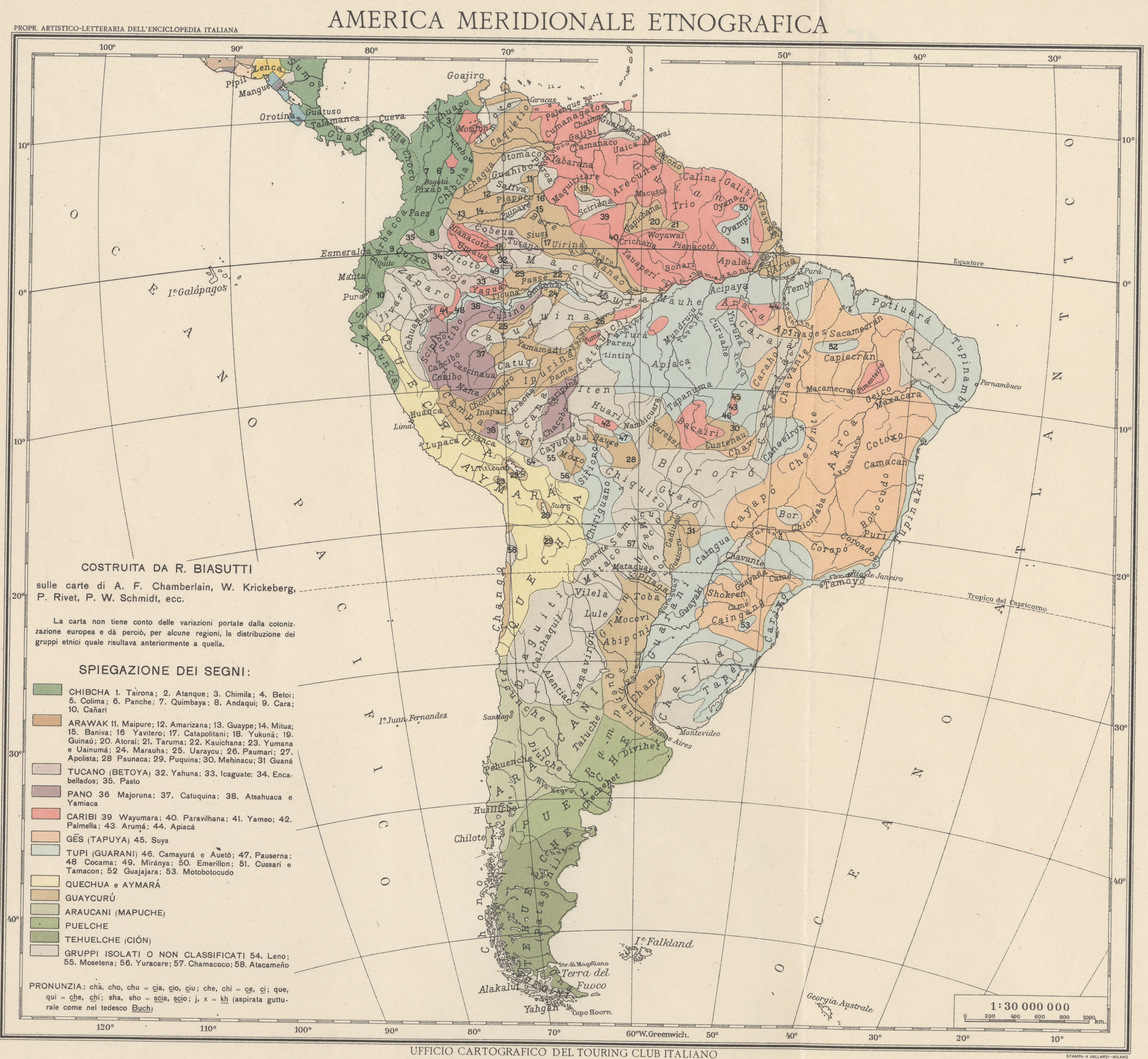
Mappa etnografica del Sud America del 1937; le popolazioni Puelche sono evidenziate in verde chiaro.

|  | Ona (Selknam)     |
|  |                   |
|  | Haush (Manek'enk) |
|  |                   |

|  | Tehuelche |
|  |           |
|  | Teushen   |
|  |           |

|  | Ona (Selknam)     |
|  |                   |
|  | Haush (Manek'enk) |
|  |                   |

|  | Tehuelche |
|  |           |
|  | Teushen   |
|  |           |

|  | Puelche (Gününa Küne) |
|  |                       |
|  | Het                   |
|  |                       |

|  | Ona (Selknam)     |
|  |                   |
|  | Haush (Manek'enk) |
|  |                   |

|  | Tehuelche |
|  |           |
|  | Teushen   |
|  |           |

|  | Ona (Selknam)     |
|  |                   |
|  | Haush (Manek'enk) |
|  |                   |

|  | Tehuelche |
|  |           |
|  | Teushen   |
|  |           |

|  | Puelche (Gününa Küne) |
|  |                       |
|  | Het                   |
|  |                       |